# Louis Zutter
Pour les articles homonymes, voir Zutter.
Louis Arnold Zutter, né le 2 décembre 1865 aux Ponts-de-Martel et décédé le 10 novembre 1946, est un gymnaste suisse. Il a été le premier champion olympique suisse de l'histoire.
En 1896, il se rendit à Athènes par ses propres moyens pour participer aux Jeux olympiques d'été de 1896. Il participa à quatre épreuves et fit très bonne figure face à ses adversaires allemands et grecs. Il remporta ainsi l'or au cheval d'arçons et l'argent aux barres parallèles et au saut de cheval.

## Palmarès

### Jeux olympiques
- Athènes 1896
  -  médaille d'or au cheval d'arçons
  -  médaille d'argent aux barres parallèles
  -  médaille d'argent saut de cheval